# Зигфрид II фон Бланкенбург
Зигфрид II фон Бланкенбург (на немски: Siegfried II von Blankenburg; † 12 януари 1238 или 1245) е граф на Бланкенбург и Регенщайн.

## Произход
Той е вторият син на граф Зигфрид I фон Бланкенбург (* ок. 1145; † сл. 1182) и съпругата му. Брат е на Хайнрих I (* ок. 1150 † сл. 1245), граф на Регенщайн.
Баща му прави поклонение с Хайнрих Лъв и не се връща обратно.

## Фамилия
Зигфрид II фон Бланкенбург се жени за Матилда фон Ампфурт († сл. 1225), дъщеря на Дитрих фон Ампфурт († сл. 1196). Те имат децата:
- Албрехт (* пр. 1212; † сл. 1212)
- Дитрих (* пр. 1212; † сл. 1234), домхер в Халберщат (1223 – 1234), приор в Св. Симон и Юда в Гослар (1227 – 1234)
- Хелен (Хеленбург, Хелмбург) (* ок. 1220; † 1257), омъжена за граф Ото II фон Фалкенщайн (* ок. 1214; † ок. 1240)
- Зигфрид III фон Бланкенбург (II) (* пр. 1225; † сл. 1283), граф на Бланкенбург, женен за Мехтилд фон Волденберг († 22 май 1265/1269), баща на Херман I фон Бланкенбург, епископ на Халберщат († 1303) и Бурхард II фон Бланкенбург, архиепископ на Магдебург († 1305)
- Хайнрих I фон Бланкенбург (* пр. 1225; † 21 април 1275/27 март 1280), женен за Ингеборг/Енгелбург фон Глайхен? († сл. 1253, пр. 1271)

Той има и една незаконна дъщеря:
- Мехтилд фон Бланкенбург († сл. 1267), омъжена за Албрехт I фон Арнщайн († сл. 1240)

## Галерия
- Дворец Бланкенбург (Харц)
- Замък Регенщайн